# Ley de inmigración de 1924
La ley de inmigración de 1924, o ley Johnson-Reed, incluida la ley de exclusión asiática y la ley de orígenes nacionales (promulgada el 26 de mayo de 1924), fue una ley federal de los Estados Unidos que impidió la inmigración de Asia, estableció cuotas sobre el número de inmigrantes del hemisferio oriental, y proporcionó fondos y un mecanismo de aplicación para llevar a cabo la prohibición de otros inmigrantes, y la cuota de inmigración anual total para el resto del mundo se limitó a 165 000, una reducción del 80 % del promedio anual antes de 1914. La ley redujo temporalmente la cuota anual de cualquier nacionalidad del 3 % de su población de 1910, según la Cuota de Emergencia de 1921, al 2 % según consta en el censo de 1890; se implementó una nueva cuota en 1927, basada en la participación de cada nacionalidad en la población total de EE. UU. en el censo de 1920, que regiría la política de inmigración de EE. UU. hasta 1965. Según la Oficina del Historiador del Departamento de Estado de EE. UU., el propósito de la ley era "preservar el ideal de homogeneidad de EE. UU.

## Resultados
El acto fue visto de manera negativa en Japón, provocando renuncias de embajadores y protestas. Un ciudadano cometió seppuku cerca de la Embajada de los Estados Unidos en Tokio con una nota que decía: "Apelando al pueblo estadounidense". Las empresas estadounidenses ubicadas en Japón sufrieron la peor parte económica de las repercusiones de la legislación, ya que el gobierno japonés aumentó posteriormente los aranceles sobre el comercio estadounidense en un '100 por ciento'.
Se atribuye a la aprobación de la Ley de Inmigración el fin de un creciente movimiento democrático en Japón durante este período y la apertura de la puerta al control del gobierno militarista japonés. Según David C. Atkinson, sobre la percepción del acto por parte del gobierno japonés, "esta indignidad es vista como un punto de inflexión en el creciente distanciamiento entre Estados Unidos y Japón, que culminó en el ataque de 1941 a Pearl Harbor".
La fórmula revisada de la ley redujo la emigración total de 357 803 entre 1923 y 1924 a 164 667 entre 1924 y 1925. El impacto de la ley varió ampliamente según el país. La emigración de Gran Bretaña e Irlanda cayó un 19 %, mientras que la emigración de Italia cayó más del 90 %. De 1901 a 1914, 2,9 millones de italianos emigraron, un promedio de 210 000 por año. Según la cuota de 1924, solo se permitían 4000 por año, ya que la cuota de 1890 contaba con solo 182 580 italianos en los EE. UU. Por el contrario, la cuota anual para Alemania después de la aprobación de la ley superó los 55 000 ya que los residentes nacidos en Alemania en 1890 ascendían a 2 784 894. Alemania, Gran Bretaña e Irlanda tenían la representación más alta en 1890. Las disposiciones de la ley eran tan restrictivas que en 1924 más italianos, checos, yugoslavos, griegos, lituanos, húngaros, polacos, portugueses, rumanos, españoles, chinos y japoneses abandonaron los Estados Unidos de los que llegaron como inmigrantes.
La ley restringió drásticamente la emigración de aquellos países que anteriormente albergaban a la gran mayoría de los judíos en los Estados Unidos, casi el 75% de los cuales emigró solo de Rusia. Debido a que la inmigración de Europa del Este no se volvió sustancial hasta finales del siglo XIX, el uso de la ley de la población de los Estados Unidos en 1890 como base para calcular las cuotas efectivamente hizo que la migración masiva de Europa del Este, donde vivía la gran mayoría de la diáspora judía en ese momento, imposible. En 1929, las cuotas se ajustaron a una sexta parte del 1% de las cifras del censo de 1920 y el límite de inmigración general se redujo a 150 000. La ley no se modificó para ayudar a la huida de los refugiados judíos en las décadas de 1930 o 1940 a pesar del ascenso de la Alemania nazi. Las cuotas se ajustaron para permitir más refugiados judíos después de la Segunda Guerra Mundial, pero sin aumentar la inmigración en general.
Durante la Segunda Guerra Mundial, EE. UU. modificó la ley para establecer cuotas de inmigración para sus aliados en China. Las cuotas de inmigración se relajaron en la Ley de Inmigración y Nacionalidad de 1952 y se reemplazaron en la Ley de Inmigración y Nacionalidad de 1965.